# Poecilia catemaconis
Poecilia catemaconis är en fiskart som beskrevs av Miller, 1975. Poecilia catemaconis ingår i släktet Poecilia och familjen Poeciliidae. Inga underarter finns listade i Catalogue of Life.